# Francesco Caetani (cardinale)
Francesco Caetani (Anagni, 1256 circa – Avignone, 16 maggio 1317) è stato un cardinale italiano.

## Biografia
Figlio di Goffredo  e di Elisabetta Orsini, era un membro della potentissima famiglia dei Caetani, che raggiunse l'apice del potere quando fu eletto suo zio papa Bonifacio VIII. Diversi altri membri della famiglia divennero cardinali, tra cui Giacomo Tomasi Caetani,  Giacomo Caetani Stefaneschi e Benedetto Caetani.
In giovane età sposò Maria, sorella di Rinaldo signore di Supino, consentendo così ai Caetani l'alleanza con un'altra famiglia feudale della Campagna Romana, ma poi, in data imprecisata, si avviò alla carriera ecclesiastica.
Fu nominato cardinale dallo zio, papa Bonifacio VIII, il 17 dicembre 1295 con il titolo di Santa Maria in Cosmedin. Dette inizio ad importanti restauri nella chiesa del suo titolo; il principale intervento fu la costruzione del nuovo ciborio, opera dell'architetto di Deodato di Cosma, dove al centro fu posto lo stemma del Caetani.
Il 7 settembre 1303 si trovava nel suo palazzo di Anagni, quando la cittadina fu occupata dai nemici del papa; anche il suo palazzo fu preso d'assalto, ma egli riuscì a fuggire, raggiunse Torre e vi raccolse truppe: due giorni dopo, insieme con il nipote Benedetto, anch'egli fuggito da Anagni, rientrò in città con i suoi soldati e liberò il papa.
Partecipò al conclave del 1303 che elesse papa Benedetto XI, la cui elezione fu sicuramente sostenuta dal Caetani, infatti la famiglia continuò a ricevere privilegi pontifici ed il cardinale rimase un membro influente della Curia.
Partecipò al conclave del 1304-1305, tenutosi a Perugia, che elesse papa Clemente V. Il conclave fu molto contrastato: si scontrarono due partiti, il primo sosteneva il cardinale Matteo Rubeo Orsini contro quello del cardinale Napoleone Orsini e dai resoconti degli emissari aragonesi risulta che il Caetani appoggiò il primo.
Partecipò al conclave del 1314-1316 che elesse papa Giovanni XXII e, secondo gli emissari aragonesi, fu uno dei principali artefici della elezione del nuovo papa.